# Yugawaralite
La yugawaralite è un minerale, un silicato (tettosilicato) del gruppo delle zeoliti.
Prende il nome dall’area geotermica di Yugawara in Giappone, dove fu identificato per la prima volta nel 1952.

## Abito cristallino
La Yugawaralite forma cristalli che terminano in forma trapezoidale. I cristalli sono piccoli e non superano il centimetro. Si sviluppa in drusette disordinate di fragili cristalli piatti con lucentezza vitrea. Nell’area di Bombay-Malad, furono rinvenute druse con cristalli di 5 cm.

## Origine e giacitura
Si rinviene ai margini dei sistemi geotermici estinti nelle cavità delle rocce vulcaniche. Spesso è associata a calcite, quarzo, o a altre zeoliti, come heulandite e stilbite.
La yugawaralite può essere usata come indicatore di particolari condizioni chimico-fisiche di genesi geochimica, perché può formarsi solo tra 110 e 220 gradi centigradi alla pressione di 550 atm.

## Località di rinvenimento
La Yugawaralite è presente nelle colate basaltiche di Poona in India,in Islanda, nei fiordi dell’ovest.

## Usi
Minerale d’interesse scientifico e collezionistico.